# Bartolomeo Vivarini

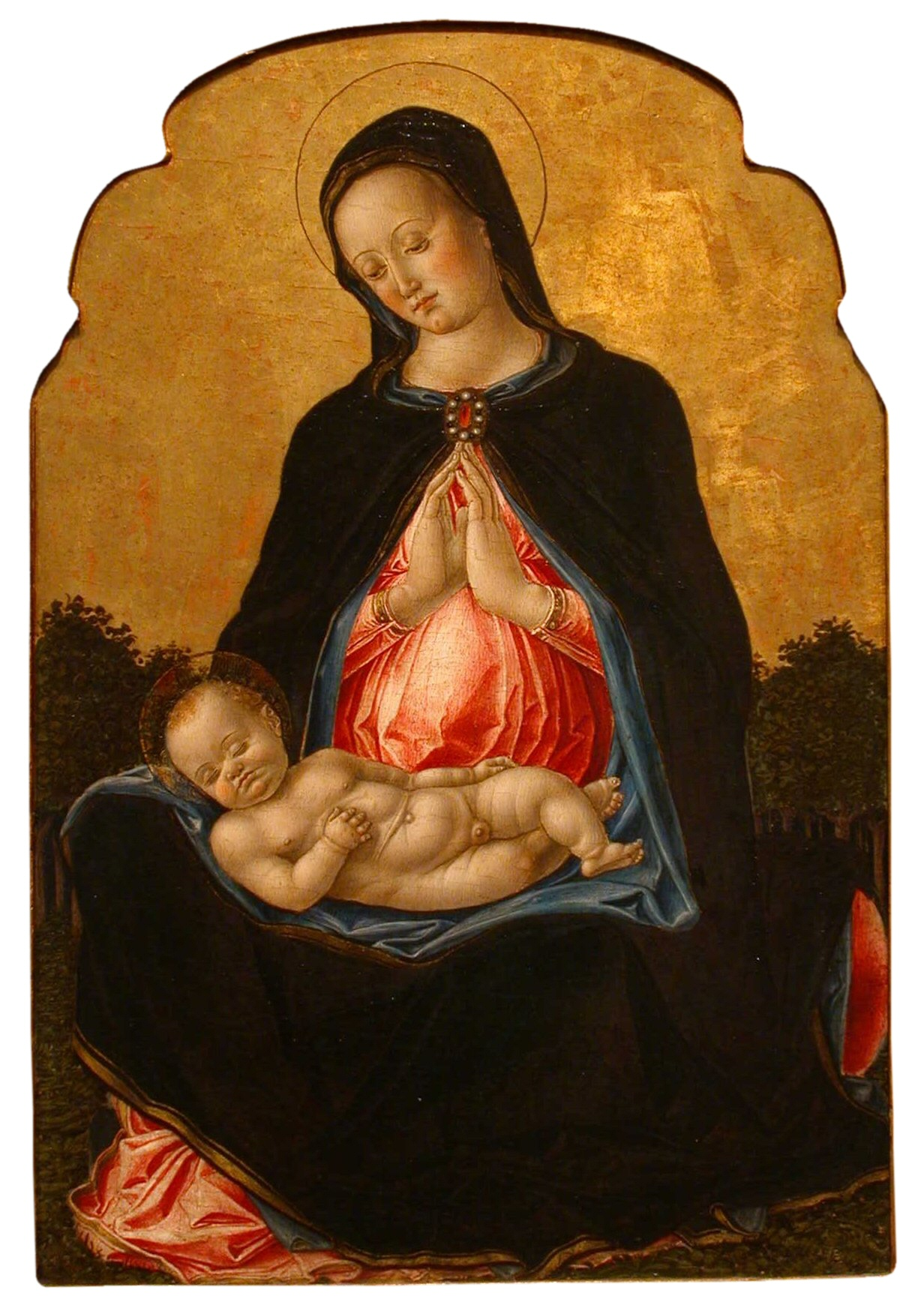
Bartolomeo Vivarini, Madonna z Dzieciątkiem (ok. 1475)

Bartolomeo Vivarini (ur. ok. 1430 w Murano, zm. ok. 1499 tamże) – włoski malarz okresu wczesnego renesansu.
Pochodził z rodziny malarzy weneckich: był młodszym bratem Antonia Vivariniego i wujem Alvise Vivariniego.
Od 1450 pracował wraz z bratem we wspólnym warsztacie. Malował wyłącznie obrazy religijne. Jego dzieła odznaczają się jaskrawą kolorystyką, precyzją w oddaniu szczegółów oraz upodobaniem do przedstawiania elementów dekoracyjnych (girlandy owocowo-kwiatowe).

## Wybrane dzieła
- Madonna z Dzieciątkiem – Wenecja, Museo Correr
- Madonna z Dzieciątkiem (1490) – Sankt Petersburg, Ermitaż
- Madonna z Dzieciątkiem i czterema świętymi (1476) – Bari, San Nicolo
- Madonna z Dzieciątkiem i czterema świętymi (1482) – Wenecja, Santa Maria Gloriosa dei Frari
- Poliptyk św. Ambrożego (1477) – Gallerie dell’Accademia
- Św. Jerzy ze smokiem (1485) – Gemäldegalerie
- Tronująca Madonna z Dzieciątkiem i czterema świętymi (1465) – Museo di Capodimonte, Neapol
- Tryptyk św. Marcina (1491) – Accademia Carrara, Bergamo